# William Shand
William Shand, né à Glasgow le 20 décembre 1902 et mort à Buenos Aires le 8 novembre 1997, est un poète, romancier, dramaturge et traducteur argentin d'origine écossaise. Dès 1938, date de son installation en Argentine, Shand travaille pour le journal La Nación en tant que critique littéraire et traducteur. L'écrivain commence par écrire ses œuvres en langue anglaise, mais finit par les écrire en langue espagnole. 

## Œuvre
Shand publie les collections de poèmes Dead Season's Heritage (1942), Selected Poems (1978), les éditions bilingues Nine Poems, ainsi que d'autres poèmes et diverses compilations pendant les décennies suivantes. En 1969, Shand compile une anthologie d'auteurs argentins qu'il traduit vers l'anglais. Il écrit aussi les livres de contes La obsesión de Branti (1975) et Cuentos completos (1987), entre autres volumes. Après l'écriture de  El guerrero ciego (1953) Il se consacre à l'écriture de pièces de théatre. En 1971, avec Alberto Girri, il écrit le scénario de l'opéra Beatrix Cenci, d'Alberto Ginastera, mise en scène en collaboration avec le Kennedy Center de Washington (1971), le Metropolitan Opera (1973) et le Théâtre Colón (1992). Ses pièces dramatiques ont été réunies dans Teatro (1989). Il reçoit trois fajas d'honneur de la Sociedad Argentina de Escritores et trois prix municipaux.
Il traduit les poètes John Donne et Stephen Spender en espagnol. La poésie de Shand est simple et directe, facilement accessible. Bien qu'il n'y ait que peu de références à un endroit précis dans son travail, une lecture complète indique que Shand décrit sa vie d'étranger à Buenos Aires.